# As-Salih Ajub
Al-Malik as-Salih Nadžm al-Din Ajub (arabsko الملك الصالح نجم الدين ايوب‎) z vzdevkom Abu al-Futuh (arabsko أبو الفتوح), znan tudi kot al-Malik al-Salih, je bil od emir Damaska in leta 1240 do 1249 ajubidski sultan Egipta, * 5. november 1205, † 22. november 1249. 

## Zgodnje življenje
Rojen je bil leta 1205 kot sin egiptovskega sultana al-Kamila in njegove  nubijske konkubine Vard al-Mune, služabnice al-Kamilove druge žene Savde Bint al-Fakif.
Leta 1221 je ob koncu pete križarske vojne postal talec križarjev, medtem ko je Ivan Briennski postal talec as-Salihovega očeta al-Kamila. Talstvo je trajalo do obnove Damiete in njene vrnitve Egiptu. Leta 1232 je dobil v posest Hasankeyf v Džaziri, zdaj v v turški Mezopotamiji, ki ga je oče osvojil od Artukidov. Leta 1234 ga je oče poslal vladat Damasku in ga izključil iz nasledstva Egipta, potem ko je posumil, da se je proti njemu zarotil z mameluki. 
Leta 1238 je al-Kamil umrl in as-Salihu zapustil Džaziro, sinu al-Adilu II. pa Egipt. V dinastičnih sporih, ki so sledili, je as-Salih leta 1239 prevzel oblast v Damasku in ga začel uporabljati kot oporišče za širitev svoje domene. 
Od očetovih starih emirjev v Egiptu je prek njihovih predstavnikov začel dobivati prošnje, naj odstrani svojega brata. Medtem ko se je pripravljal na napad na Egipt, so mu sporočili, da so njegovega brata ujeli njegovi vojaki, in as-Saliha povabili, naj nemudoma prevzame oblast v sultanatu.
Avgusta 1239 je Ajub začel pritiskati na al-Saliha Ismaila, naj se mu pridruži v kampanji za prevzem oblasti v Egiptu. Al-Salihovo odlašanje je vzbudilo sum v njegovo lojalnost. Odkril je, da ga je al-Salih s ponarejenimi zapisi zavajal. Al-Salih je s podporo Ajubidov iz Keraka, Hame in Homsa septembra 1239 zavzel Damask. Ajuba je njegova vojska zapustila, njega pa so ujeli lokalni Beduini in ga skupaj z ženo Šadžar al-Dur predali al-Nasirju Davudu v Keraku. V ujetništvu je bil rojen njun sin Halil.
Aprila 1240 se je an-Nasir sprl z al-Adilom II., osvobodil as-Saliha in se z njim povezal proti Egipčanom. V zameno je dobil obljubo, da ga dobil nazaj Damask. Al-Adila II. so medtem njegovi vojaki zaprli in as-Salih in an-Nasir sta junija 1240 zmagoslavno vkorakala v Kairo. As-Salih je postal vrhovni vladar družine Ajubidov.

## Vzpon Mamelukov
Po namestitvi v Kairu as-Salih še zdaleč ni bil varen. Zaradi kompleksne narave ajubidske države so imeli vladajoča družina in z njo povezani kurdski klani različne interese. V Egiptu je močna frakcija emirjev, Ašrafija, kovala zaroto, da bi ga odstavila in nadomestila z njegovim stricem as-Salihom Ismailom, ki je po njegovem odhodu ponovno prevzel oblast v Damasku. As-Salih Ajub se je zaprl v kairsko citadelo in ni mogel več zaupati niti nekoč zvestim emirjem, ki so ga pripeljali na oblast. Pomanjkanje zvestih vojakov ga je pripeljalo do tega, da je začel kupovati veliko kipčakskih sužnjev, ki so bili po mongolskih invazijah v osrednjo Azijo na voljo v nenavadno velikem številu. Sužnji so postali jedro njegove vojske in kasneje znani kot mameluki.
As-Salih ni bil prvi ajubidski vladar, ki je uporabljal mameluke, bil pa je prvi, ki se je tako močno zanašal nanje. Imel je kar dva korpusa mamelukov po 1000 mož. Eden od njiju je bil znan kot "Rečni korpus" (Baḥrīyah ali Bahriyya), ker je bil nameščen na otoku Ravdan na Nilu. Drugi, manjši korpus, je bil znan kot Džamdarija in je očitno deloval kot as-Salihova telesna straža.
Ker so mameluki sčasoma strmoglavili Ajubidsko dinastijo in sami prevzeli oblast v sultanatu, je njihov zgodnji vzpon pod as-Salihom Ajubom precejšnjega zgodovinskega pomena. Po as-Salihovi smrti je korpus Bahrija postal prevladujoča sila v Egiptu.

## Smrt in zapuščina
As-Salih je za invazijo križarjev izvedel med svojimi spopadi s stricem Ismailom v Siriji. Hitro se je vrnil v Egipt in se utaboril v al-Mansuri. Umrl je 22. novembra, potem ko so mu zaradi hudega abscesa amputirali nogo. As-Salih ni zaupal svojemu dediču al-Muazamu Turanšahu in ga je držal v Hasankeyfu na varni razdalji od Egipta. As-Salihova vdova Šadžar al-Dur je uspela prikriti njegovo smrt, dokler ni v al-Mansuro prišel Turanšah.
Turanšahova vladavina je bila kratka. Sledilo ji je dolgo in zapleteno medvladje, dokler niso oblast končno prevzeli bahrijski mameluki. As-Salih je bil tako zadnji večji ajubidski vladar Egipta in zadnji, ki je učinkovito vladal tudi v delih Palestine in Sirije.

## Vojne z drugimi ajubidskimi kraljestvi in križarji
Obdobje od leta 1240 do 1243 je bilo zapleteno in polno vojaških in diplomatskih manevrov, v katere so bile vpletene križarske države v Palestini in evropske vojske, ki so tja prispele med križarsko vojno baronov, druge ajubidske vladarske družine iz Sirije in Horezmijci iz Dijar Mudarja, ki so bili prej as-Salihovi zavezniki. 
Podobno kot so bili bahrijski mameluki pomembni pri ohranjanju reda v Egiptu, so bili Horezmijci pomembni za prevlado nad drugimi ajubidskimi vladarji v sosednjih regijah. Leta 1244 je na as-Salihovo povabilo preostanek horezmijske vojske, ki so jo Mongoli pravkar zdrobili, na pohodu skozi Sirijo in Palestino izropal Jeruzalem, ki ga je al-Kamil med šesto križarsko vojno predal Frideriku II., cesarju Svetega rimskega cesarstva. 
Kasneje istega leta je as-Salih, ponovno zaveznik Horezmijcev, v bitki pri La Forbieju v Siriji premagal svojega strica Ismaila, ki se je povezal s križarskim Jeruzalemskim kraljestvom. Leta 1245 je as-Salih zavzel Damask in od kalifa al-Mustasima v Bagdadu dobil naziv sultana.  As-Salihu ni uspelo razširiti svoje vladavine daleč preko Damaska, čeprav mu je uspelo obdržati emirat Baalbek pod Saadom al-Dinom al-Humaidijem.
Leta 1246 je spoznal, da so njegovi horezmijski zavezniki nevarno neobvladljivi, zato se je obrnil proti njim in jih premagal blizu Homsa v zahodni Siriji. Ubil je njihovega vodjo in njihove ostanke razpršil  po vsej Siriji in Palestini. As-Salihovo zavzetje Jeruzalema po horezmijskem plenjenju je v Evropi privedlo do poziva k novi križarski vojni, v kateri je glavno vlogo igral francoski kralj Ludvik IX. Organiziranje kampanje je trajalo več let, potem pa je Ludvik leta 1249 napadel Egipt in v sedmi križarski vojni zasedel Damietto. 